# Прозорец (Атанас Далчев)
„Прозорец“ е стихосбирка на българския поет Атанас Далчев, издадена през 1926 година.
Това е първата стихосбирка на Далчев и е издадена от литературния кръг „Стрелец“, в който той е активен участник, като е посветена на друг участник в кръга – Константин Гълъбов. Първото издание на книгата има 31 страници и включва 22 кратки стихотворения, писани в периода 1923 – 1926 година.